# مخطوطة كومانيكوس

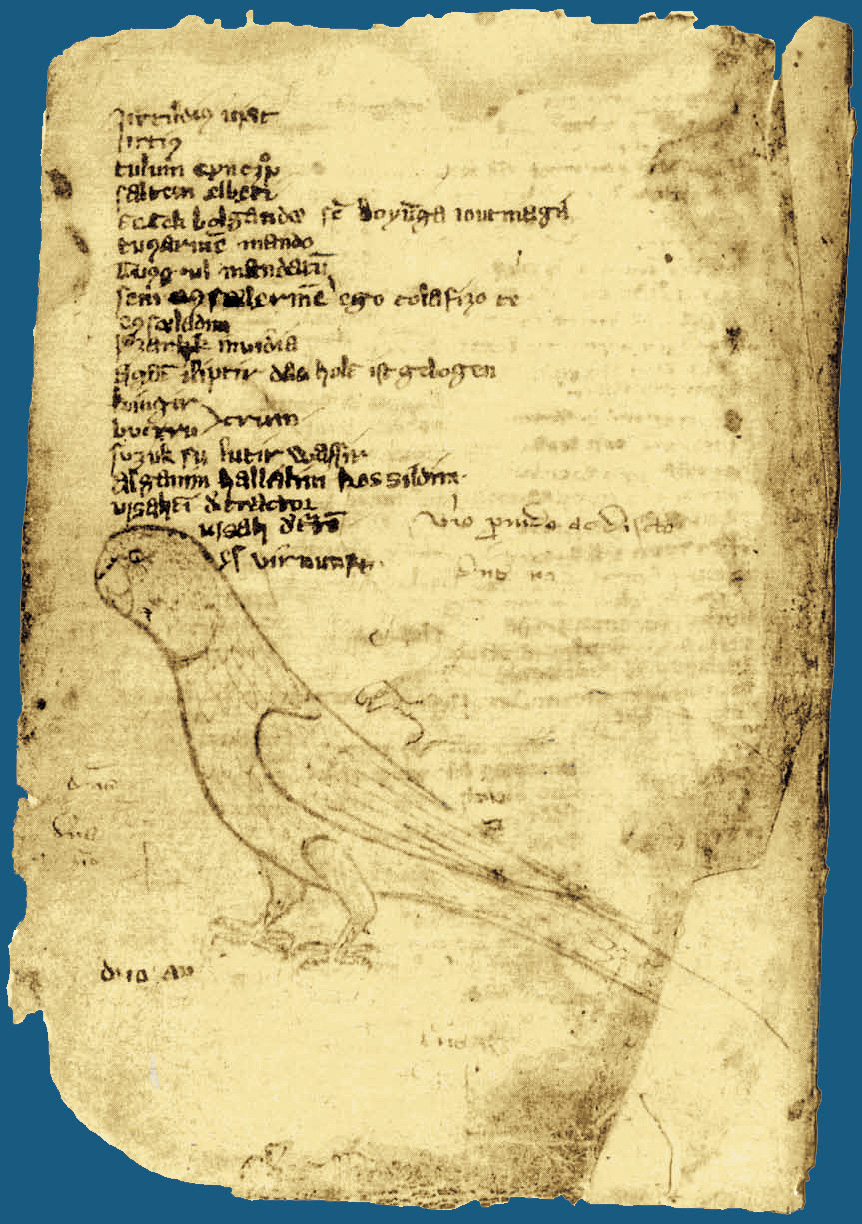
صفحة من المخطوطة، تحتوي على رسم ببغاء.

مخطوطة كومانيكوس هو دليل لغوي من العصور الوسطى، صُمم لمساعدة المبشرين الكاثوليك على التواصل مع الكومانيين، وهم شعب تركي بدوي. وهي محفوظة حاليا في مكتبة القديس مرقس في البندقية برقم (BNM ms Lat. Z. 549 (=1597)).
أُنشئَت المخطوطة في شبه جزيرة القرم في القرن الرابع عشر وتعتبر واحدة من أقدم الشهادات على لغة التتار القرمية، والتي لها أهمية كبيرة لتاريخ لهجات الكيبتشاك والأوغوز، كما ترتبط ارتباطًا مباشرًا بالكيبتشاك (البولوفتسيين والكومان) في سهول البحر الأسود وخاصة شبه جزيرة القرم.

## مثال
نص إنجيل باتر نوستر في المخطوطة هو:
| كومان      | Atamız kim köktäsiñ. Alğışlı bolsun seniñ atıñ, kelsin seniñ xanlığıñ, bolsun seniñ tilemekiñ — neçik kim köktä, alay [da] yerdä. Kündeki ötmäkimizni bizgä bugün bergil. Dağı yazuqlarımıznı bizgä boşatqıl — neçik biz boşatırbız bizgä yaman etkenlergä. Dağı yekniñ sınamaqına bizni quvurmağıl. Basa barça yamandan bizni qutxarğıl. Amen!                 |
| العربية    | أبانا الذي في السموات. ليتقدس اسمك. لتأت ملكوتك. لتكن مشيئتك كما في السماء كذلك على الأرض. أعطنا اليوم خبزنا كفاف يومنا. واغفر لنا ذنوبنا كما نغفر نحن للمسيء إلينا. ولا تدخلنا في تجربة، لكن نجنا من الشرير. آمين. |
| تتار القرم | Atamız kim köktesiñ. Alğışlı olsun seniñ adıñ, kelsin seniñ hanlığıñ, olsun seniñ tilegeniñ — nasıl kökte, öyle [de] yerde. Kündeki ötmegimizni bizge bugün ber. Daa yazıqlarımıznı (suçlarımıznı) bizge boşat (bağışla) — nasıl biz boşatamız (bağışlaymız) bizge yaman etkenlerge. Daa şeytannıñ sınağanına bizni qoyurma. Episi yamandan bizni qurtar. Amin! |